# Jaltomata mionei
Jaltomata mionei är en potatisväxtart som beskrevs av S. Leiva González och V. Quipuscoa Silvestre. Jaltomata mionei ingår i släktet jaltomator, och familjen potatisväxter. Inga underarter finns listade i Catalogue of Life.